# 大阪ガスケミカル
大阪ガスケミカル株式会社（おおさかガスケミカル）は、大阪府大阪市西区に本社を置く化学メーカーで、大阪ガスの完全子会社。

## 概要
元々は、大阪ガスの石炭から都市ガス製造の副産物であるコークス及びタールの販売事業から始まった。
現在は、大阪ガスの石炭化学技術による繊維状活性炭と、買収した武田薬品工業が1936年から製造販売する「白鷺」ブランドを有する大手活性炭メーカーである。2014年にスウェーデンのJacobi Carbons（ジャコビ・カーボンズ）グループを383億円で買収し、ヤシ殻活性炭で世界シェア1位となった。また、ファインケミカル材料では、フルオレンが世界シェア8割強を占める。

## 沿革
- 1931年（昭和06年） - 会社設立
- 1947年（昭和22年） - ベンゼン・タール製品販売事業を行う「関西タール製品株式会社」が設立
- 1949年（昭和24年） - 近畿コークス販売株式会社に商号変更、コークス販売事業を開始
- 1991年（平成03年） - 大阪ガスケミカル株式会社に商号変更、コークス、化成品、炭素材事業を統合
- 2005年（平成17年） - 「日本エンバイロケミカルズ株式会社」を買収
- 2014年（平成26年） - 「Jacobi Carbons AB」を買収
- 2015年（平成27年） - 日本エンバイロケミカルズ株式会社を吸収合併[8]。水澤化学工業株式会社を買収

## 事業所
- 本社 - 大阪市西区千代崎三丁目南2番37号 ドームシティガスビル10F
- 東京事業所 - 東京都中央区日本橋本町二丁目6番1号 日本橋本町プラザビル4F
- 酉島事業所 - 大阪市此花区酉島五丁目11番61号
- 枚方製造センター - 大阪府枚方市出屋敷西町一丁目38番1号
- 奈良表面加工センター - 奈良県奈良市針町3977番の1

## 関係会社
- 大阪燃気化学（上海）有限公司（OGCS） - 中華人民共和国・上海市
- 台湾大阪瓦斯化学股份有限公司 - 台北市
- Jacobi Carbons AB - スウェーデン
- 水澤化学工業株式会社 - 東京都
- ミナベ化工株式会社 - 和歌山県日高郡みなべ町
- ダバオ・セントラル・ケミカル株式会社（DCCC） - フィリピン
- 株式会社アドール - 京都府宇治市
- 株式会社フルファイン - 岡山県笠岡市
- JOカーボン株式会社 - 岡山県倉敷市水島